# المجموعة السعودية للأبحاث والإعلام
«المجموعة السعودية للأبحاث والاعلام» (SRMG) شركة مساهمة سعودية ، أُسِّسَت في 1392 هـ /1972م على يد الأخوين هشام حافظ ومحمد علي حافظ، وتم مؤخرا تعيين جمانا الراشد رئيساً تنفيذياً للمجموعة.
مقرها الرئيسي في مدينة الرياض بالمملكة العربية السعودية. نشاطها الأساسي توفير الخدمات والمنتجات الإعلامية راقية المضمون عبر إصدار الصحف والمجلات للقراء في بلاد العرب وفي العالم كله. هذا بالإضافة إلى النشاط التجاري العام والدعاية والإعلان والإنتاج والتوزيع والمصنفات الفكرية والعلمية. تضم «المجموعة السعودية للأبحاث والتسويق» العديد من الشركات العاملة في المجال الإعلامي والصحفي (النشر، التوزيع، الإعلان والطباعة).

## التاريخ
في 29 أبريل 2021م، وافقت الجمعية العامة غير العادية، على تغيير اسم الشركة من «المجموعة السعودية للأبحاث والتسويق» إلى «المجموعة السعودية للأبحاث والإعلام». في 17 مايو 2021م، حصلت على كافة الموافقات النظامية المتعلقة بتغيير الاسم مع الجهات المعنية.
في أبريل 2022، أعلنت المجموعة السعودية للأبحاث والإعلام عن مقرها الجديد في مركز الملك عبد الله المالي «كافِد» في الرياض. ويشكل المقر نقطة انطلاق للتوسع العالمي حيث سيضم مكاتب واستوديوهات شبكة الشرق التي تشمل «الشرق للأخبار»، و«اقتصاد الشرق مع بلومبرغ». و صحيفة "الشرق الأوسط"، و"عرب نيوز"، "وإندبندنت عربية"، و"أرقام"، و"مانجا العربية"، ومجلتي "سيدتي" و"هي"، كما سيضم المقر أقسام المجموعة الجديدة SRMG MEDIA وSRMG X وSRMG THINK للإسهام في تأسيس تجمع عالمي للإبداع وصناعة المحتوى في كافِد. 
وفي يناير 2024 أعلنت المجموعة السعودية للأبحاث والإعلام عن تطويرات في منظومتها التشغيلية عبر اعتماد المنصات الرقمية بشكل حصري لكل من "الرياضية" و"الاقتصادية" و"ماليالم نيوز" ابتداءً من 19 يناير (كانون الثاني) 2024، إضافة إلى الإعلان عن تعيينات جديدة على مستوى رؤساء التحرير ونواب رؤساء التحرير.
وفي مارس 2024 أطلقت المجموعة السعودية للأبحاث والإعلام و بلومبيرغ ميديا قمة "Bloomberg Power Players" برعاية منصة اقتصاد الشرق مع بلومبيرغ في نادي جدة لليخوت في قمة تجمع شخصيات رائدة مؤثرة في عالم الرياضة والترفيه والتكنولوجيا.
في 8 أبريل 2025، أعلنت المجموعة السعودية للأبحاث والإعلام (SRMG) عن إطلاق شركة "SRMG للحلول الإعلامية" (SMS)، وهي شركة إعلامية تعتمد على البيانات وتستهدف تقديم استراتيجيات إعلانية مبتكرة تهدف إلى تحقيق نتائج ملموسة. وبالاستناد إلى إرث "شركة الخليجية" الممتد لأكثر من 35 عامًا، تتيح SMS للعلامات التجارية الوصول إلى أكثر من 170 مليون مستخدم حول العالم عبر قنوات رقمية واجتماعية وتلفزيونية ومنصّات صوتية ومطبوعات متطوّرة.

## الشركات التابعة للمجموعة
تضم «المجموعة السعودية للأبحاث والاعلام» العديد من الشركات العاملة في المجال الإعلامي والصحفي (النشر، التوزيع، الإعلان والطباعة) ومن هذه الشركات وأهمها:

### الشركة السعودية للأبحاث والنشر
الشركة السعودية للأبحاث والنشر، إحدى شركات المجموعة السعودية للأبحاث والتسويق، وهى المجموعة الإعلامية الأولى التي تطرح جزءا من رأسمالها للاكتتاب العام، وهو الأمر الذي تم في الربع الأول من العام 2006.أصبحت (الأبحاث والإعلام) شركة عامة مدرجة في السوق المالية السعودية (تداول) منذ مايو 2006.
وسجّلت المجموعة السعودية للأبحاث والإعلام (srmg) في عام 2023 أعلى مستوى أرباح فصلية منذ إدراجها في السوق المالية السعودية عام 2006، عند 249 مليون ريال (66.4 مليون دولار)، بنمو 1% عن أرباح الربع الثالث من العام الماضي، على الرغم من ارتفاع تكاليف التشغيل.
الشركة السعودية للأبحاث والنشر، هي الناشر وصاحب امتياز إصدار عدد 14 مطبوعة منها 6 صحف يومية، 4 مجلات أسبوعية، 3 مجلات شهرية، وكتالوج أزياء دوري (فصلي)، هذا عدا الملاحق المرافقة للمطبوعات، والتي تتجاوز العشرين ملحقاً، وتسعى الشركة دوما للبحث عن القيمة الأساسية والقيمة المضافة في محتوى مطبوعاتها مما يثري المعرفة والثقافة، كما أن الشركة لا تبخل على قراء مطبوعاتها بالجودة والتميز في منتجاتها المطبوعة سواء من حيث الورق أو الطباعة أو الإعلان.
تحرص الشركة على استخدام أفضل التقنيات وأساليب النشر والخدمات الإعلامية ومستجدات صناعة النشر. كما أن الشركة تفصل - في رؤيتها للإعلام الناجح- بين الملكية والتحرير، حيث تنتظم هيئات التحرير بكامل إرادتها وإدارتها ومحتواها للأنظمة واللوائح سارية المفعول في المملكة.

### الشركة السعودية للتوزيع
إحدى أضخم شركات التوزيع داخل المملكة العربية السعودية وفي العالم العربي، وهي مسئولة عن توزيع أكثر من 800 مطبوعة «للشركة السعودية للأبحاث»، وغيرها من الناشرين المحليين والدوليين، وتمتلك الشركة اسطولاً من السيارات والتجهيزات التي تُمكنها من الوصول إلى كل مدن المملكة ونواحيها، حيث يوجد لدى الشركة نحو 30 فرع داخل السعودية.

### شركة الإمارات للطباعة والنشر والتوزيع
تعتبر شركة الإمارات المتحدة للطباعة والنشر والتوزيع إحدى الشركات المنبثقة عن «الشركة السعودية للأبحاث والنشر» وهي من أكبر الشركات المتخصصة في مجال نشر وتوزيع المطبوعات بدولة الإمارات العربية المتحدة، ومن إحدى شركات النشر والتوزيع الرائدة في هذا المجال بدول مجلس التعاون الخليجي، مستخدمة في ذلك أحدث الأساليب والوسائل العلمية مما يساهم في إنجاز عملية التوزيع بدقة وبسرعة وكفاءة، لكل المطبوعات السعودية والإماراتية وغيرها.

### شركة المدينة المنورة للطباعة والنشر
إحدى شركات «المجموعة السعودية» حيث تملك تجهيزات طباعيه من أحدث التقنيات الأوربية ولديها ثلاثة مراكز للطباعة داخل المملكة في الرياض وجدة والدمام. وتقوم شركة المدينة بطباعة مطبوعات «الشركة السعودية للأبحاث»، وغيرها من مطبوعات الناشرين المتعاقدين معها. تأسست شركة المدينة "MPPC" في جدة في العام 1383هـ (1963م) ويشمل نشاطها إقامة المرافق الطباعية وتجهيزاتها وتجارة المواد والآت الطباعة والورق ومستلزمات الطباعة.

### المجموعة السعودية للأعمال التجارية
مركزها الرئيسي في جدة حيث تأسست في العام 1408 هـ/ 1988م ونشاطها في مجال التجارة في الأجهزة والأدوات والعطور ومستحضرات التجميل، هذا بالإضافة إلى نشر الكتب والمطبوعات الإعلانية.

### المجموعة الكويتية للطباعة والتوزيع
تأسست هذه الشركة في الكويت عام 1415 هـ/ 1994م، وهي ناشطة في مجال توزيع ونشر المطبوعات المقروءة في دولة الكويت، بالإضافة إلى إدارة المكتبات وتجارة المواد القرطاسية والأدوات والأجهزة المكتبية.المجموعة الكويتية، شركة مساهمة تمتلك الحصة الأكبر من أسهمها «الشركة السعودية للتوزيع» (إحدى شركات المجموعة السعودية للأبحاث والتسويق).

### شركات أخرى
- إم بي.إل. دبي: متفرعة عن «شركة الوسائل العربية».
- الخليجية المملكة المتحدة: متفرعة عن «الخليجية» (KSA).
- الخليجية سوستيه فرنسا: متفرعة عن «الخليجية» (KSA).
- ميديا كوم لبنان: متفرعة عن «الوسائل العربية».
- شركة منتجات سيدتي: متفرعة عن السعودية للأعمال التجارية.
- الشركة المغربية: متفرعة عن «الشركة السعودية للأبحاث».
- إتش إتش المجموعة البريطانية: متفرعة عن «الشركة السعودية للأبحاث».
- ستالايت جرافيك: متفرعة عن «الشركة السعودية للأبحاث».
- مطابع هلا: متفرعة عن «شركة المدينة المنورة للطباعة والنشر».
- شبكة الشرق الإخبارية، وتضم: قناة (الشرق): الخدمة الإخبارية العربية متعددة المنصات،[19] واقتصاد الشرق مع بلومبرغ ومنصة "الشرق كويك تيك",[20]،والشرق الوثائقية التي أطلقت في 3 سبتمبر 2023م، والشرق ديسكفري.[21][22][23] كما أعلنت المجموعة في 24 أكتوبر 2023 عن توسّعها في عالم الصوتيات بإطلاق «بودكاست الشرق»، وإذاعة «راديو الشرق مع بلومبرغ»[24]، ضمن نتاجات «شبكة الشرق الإخبارية».[25]

| اسم الشركة التابعة                                          | نسبة الملكية | النشاط الرئيسي                                      | مكان العمليات            | مكان التأسيس             |
| ----------------------------------------------------------- | ------------ | --------------------------------------------------- | ------------------------ | ------------------------ |
| الشركة الفكرية للدعاية والإعلان القابضة -ذات مسؤولية محدودة | 100.00%      | الاستثمار في الشركات التابعة                        | السعودية                 | السعودية                 |
| شركة المصنفات العلمية القابضة -ذات مسؤولية محدودة           | 100.00%      | الاستثمار في الشركات التابعة                        | السعودية                 | السعودية                 |
| الشركة السعودية للأبحاث والنشر                              | 100.00%      | النشر                                               | السعودية                 | السعودية                 |
| الشركة الخليجية للإعلان والعلاقات العامة                    | 100.00%      | دعاية والإعلان                                      | السعودية                 | السعودية                 |
| الشركة العربية للوسائل المحدودة                             | 100.00%      | الإعلام المرئي والمقروء وخدمات الإعلان              | السعودية                 | السعودية                 |
| الشركة السعودية للتوزيع                                     | 100.00%      | النشر التوزيع                                       | السعودية                 | السعودية                 |
| شركة مؤتمرات للمعارض والمؤتمرات                             | 100.00%      | إقامة وتنظيم المعارض والمؤتمرات والمنتديات المتخصصة | السعودية                 | السعودية                 |
| شركة أرقام للاستثمارات التجارية                             | 51.00%       | النشر والمحتوى الالكتروني                           | السعودية                 | السعودية                 |
| شركة المجموعة الكويتية للنشر والتوزيع المحدودة              | 100.00%      | التوزيع                                             | الكويت                   | الكويت                   |
| شركة الإمارات للطباعة والنشر والتوزيع المحدودة              | 100.00%      | التوزيع                                             | الإمارات العربية المتحدة | الإمارات العربية المتحدة |
| الشركة المغربية للطباعة والنشر                              | 100.00%      | الطباعة والنشر                                      | المغرب                   | المغرب                   |
| شركة فوكس آسيا برودكشنز ليميتد                              | 100.00%      | دعاية والإعلان                                      | باكستان                  | باكستان                  |
| شركة نمو الإعلامية القابضة                                  | 100.00%      | إنتاج وتوزيع صوتي ومرئي إلكتروني                    | السعودية                 | السعودية                 |
| شركة سين للإعلام المرئي (شركة نمو للإعلام المرئي سابقاً)     | 100.00%      | الدعاية والإعلان                                    | السعودية                 | السعودية                 |
| شركة نمو العلمية (شركة المكتبة العلمية سابقاً)               | 100.00%      | تطوير الوسائل التعليمية وتجارة الكتب                | السعودية                 | السعودية                 |
| الشركة السعودية للنشر المتخصص                               | 100.00%      | النشر المتخصص                                       | السعودية                 | السعودية                 |
| الشركة السعودية للأعمال التجارية                            | 100.00%      | المتاجرة في لوازم الطباعة                           | السعودية                 | السعودية                 |
| شركة الأفق لنظم المعلومات والاتصالات                        | 100.00%      | المتاجرة في معدات الاتصال وتطوير البرامج            | السعودية                 | السعودية                 |
| شركة فنون الشخصيات للتجارة                                  | 100.00%      | التجارة                                             | السعودية                 | السعودية                 |
| شركة توق للعلاقات العامة المحدودة                           | 100.00%      | العلاقات العامة والاتصال                            | السعودية                 | السعودية                 |
| شركة تكانة للعلاقات العامة المحدودة                         | 100.00%      | خدمات المال والأعمال                                | السعودية                 | السعودية                 |
| شركة نمو للتدريب والاستشارات                                | 100.00%      | التدريب والاستشارات                                 | السعودية                 | السعودية                 |
| شركة مفهوم التعليم لتقديم الحلول التعليمة والتقنية          | 100.00%      | استيراد وتصدير وتجارة الجملة                        | السعودية                 | السعودية                 |
| شركة نمو الإعلانية للدعاية والإعلان                         | 100.00%      | الإعلام المرئي والمقروء وخدمات الإعلان              | السعودية                 | السعودية                 |
| شركة رف للنشر                                               | 100.00%      | النشر والتوزيع                                      | السعودية                 | السعودية                 |
| شركة توق الإعلامية للأبحاث                                  | 100.00%      | البحوث والمساندة                                    | السعودية                 | السعودية                 |
| شركة الشرق للخدمات الإخبارية المحدودة                       | 100.00%      | بث تلفزيوني وراديو ومنصات                           | الإمارات العربية المتحدة | الإمارات العربية المتحدة |
| شركة كونتنت سبيشلايزد ميديا                                 | 100.00%      | النشر المتخصص                                       | الإمارات العربية المتحدة | الإمارات العربية المتحدة |
| شركة مكتبة الجامعة                                          | 100.00%      | النشر والتوزيع                                      | الإمارات العربية المتحدة | الإمارات العربية المتحدة |
| شركة سمارت سوبر ستورز                                       | 100.00%      | النشر والتوزيع                                      | الإمارات العربية المتحدة | الإمارات العربية المتحدة |
| إتش إتش الشركة السعودية للأبحاث والتسويق                    | 100.00%      | النشر والتوزيع                                      | المملكة المتحدة          | المملكة المتحدة          |
| شركة ميديا إنفستمنت ليمتد                                   | 100.00%      | خدمات التأجير                                       | المملكة المتحدة          | المملكة المتحدة          |
| شركة مجلة المجلة                                            | 100.00%      | أعمال تجارية                                        | المملكة المتحدة          | المملكة المتحدة          |
| شركة الشرق الأوسط المحدودة                                  | 100.00%      | أعمال المركز الرئيسي                                | المملكة المتحدة          | المملكة المتحدة          |
| شركة آي.بي.أم ليمتد                                         | 100.00%      | تسجسل وصيانة وامتلاك الملكية الفكرية للمجموعة       | جزر غرينزي               | جزر غرينزي               |
| شركة سيدتي برودكتس                                          | 100.00%      | أعمال تجارية                                        | جزر غرينزي               | جزر غرينزي               |
| شركة سيدتي ليمتد                                            | 100.00%      | أعمال تجارية                                        | المملكة المتحدة          | المملكة المتحدة          |
| شركة يورومينا (ستلايت غرافيكس سابقاً)                        | 100.00%      | أعمال تجارية                                        | المملكة المتحدة          | المملكة المتحدة          |
| شركة ميديا العربية ليمتد                                    | 100.00%      | أعمال تجارية                                        | جيرسي                    | جيرسي                    |
| الشركة السعودية للطباعة والتغليف                            | 70.00%       | الطباعة والتغليف التغليف والصناعات البلاستيكية      | السعودية                 | السعودية                 |

## المنصات الإعلامية
- جريدة الشرق الأوسط
- الشرق الأوسط الإنجليزية[28]
- الشرق الأوسط التركية
- الشرق الأوسط فارسي
- الشرق الأوسط الأوردية
- عرب نيوز
- عرب نيوز الفرنسية[29]
- عرب نيوز باكستان[29]
- عرب نيوز اليابان[29]
- الشرق للأخبار
- اقتصاد الشرق
- اندبندنت عربية[30]
- اندبندنت التركية
- الاندبندنت الفارسية.[31]
- اندبندنت أوردو
- جريدة الإقتصادية
- الرياضية
- مجلة سيدتي
- مجلة هي
- مجلة الجميلة
- أخبار 24
- المجلة
- أرقام
- أرقام الإنجليزية
- About Her
- أردو نيوز
- سبورت 24
- الجميلة
- الرجل
- أهلاً وسهلاً
- روب ريبورت العربية
- بيلبورد عربية [32][33][34]
- مجلة مانجا العربية[35]
- ثمانية[36][37]
- Direction KSA
- مجلة سيدتي ديكور
- مجلة سيدتي وطفلك
- مجلة سيدتي للأزياء
- مجلة سيدتي العربية الشهرية
- مجلة سيدتي الانجليزية الشهرية

## الجوائز
- فازت المجموعة بجائزة المؤسسات الثقافية «مسار القطاع الخاص» من مبادرة الجوائز الثقافية الوطنية في دورتها الثالثة 2023.[38]
- فازت منصات المجموعة السعودية للأبحاث والإعلام بخمس جوائز في مجالات عدة في "منتدى الإعلام العربي" في دورته 21 لعام 2023.[39]
- فازت SRMG Labs ذراع الابتكار في المجموعة السعودية للأبحاث والإعلام بثلاث جوائز ( جائزتين دهب - وجائزة فضية) خلال حفل مهرجان دبي لينكس الدولي للإبداع 2024[40]
- فازت مجلة "المجلة" الصادرة عن الشركة السعودية للأبحاث والنشر بجائزتين للرسم التعبيري في أبريل 2024 خلال حفل توزيع جوائز جمعية الرسّامين في متحف الرسوم التعبيرية التاريخي في مدينة نيويورك.[41]
- فازت منصات المجموعة السعودية للأبحاث بأربع جوائز في مجالات عدة في "منتدى الإعلام العربي" في دورته 22 لعام 2024 المقامة في دبي.[42]

## وصلات خارجية
- الموقع الرسمي للمجموعة السعودية للأبحاث والتسويق
- مجلس الإدارة
- عن المجموعة